# Сантістебан-дель-Пуерто
Сантістебан-дель-Пуерто (ісп. Santisteban del Puerto) — муніципалітет в Іспанії, у складі автономної спільноти Андалусія, у провінції Хаен. Населення — 4837 осіб (2010).
Муніципалітет розташований на відстані близько 240 км на південь від Мадрида, 75 км на північний схід від Хаена.

## Демографія
Динаміка населення (INE ):